# راي تايلور (سياسي)
راي تايلور (بالإنجليزية: Ray Taylor)‏ هو سياسي أمريكي، ولد في 4 يونيو 1923 في ستيمبوت روك في الولايات المتحدة، وتوفي بنفس المكان في 24 مارس 2015. حزبياً، نشط في الحزب الجمهوري. وقد انتخب عضو مجلس ولاية آيوا.